# Ассоциация по вопросам управления информацией и изображениями
Ассоциация по вопросам Управления Информацией и Изображениями (англ. Association for Information and Image Management,  AIIM) — некоммерческая международная организация, которая предоставляет образовательные программы, исследования и передовые практики, чтобы помочь организациям индексировать, контролировать и оптимизировать свои информационные ресурсы.  
На протяжении 60 лет AIIM фокусируется на помощи пользователям лучше понять проблемы, связанные с управлением  документами, содержимым, каталогами и бизнес процессами. AIIM была основана в 1943 как National Microfilm Association, позже изменив название на настоящее.
Штаб-квартира компании находится в Силвер-Спринг, Мэриленд. Управление осуществляется Советом директоров из 20 членов.
При поддержке AIIM разработаны стандарты CMIS, Сервисов взаимодействия при управлении контентом, которых придерживаются все основные вендоры ECM систем.